# Новоюжный
Новоюжный (Новоюжка) — микрорайон в городе Чебоксары Чувашской республики Российской Федерации.

## География
Расположен в двух административных районах города — Ленинском и Калининском.
Микрорайон находится на окраине города и считается спальным жилым районом при заводе промышленных тракторов. 
Центром микрорайона является один из старейших в городе универмагов — «Шупашкар».

### Гидрография
- Малая Кувшинка
- Кукшум

### Уличная сеть

Вид на Эгерский бульвар, разделяющий два района города (фото 1990 г.)

Три важнейшие улицы:
- Проспект Тракторостроителей
- Улица Ленинского Комсомола
- Проспект 9-й Пятилетки

Другие:
- Эгерский бульвар
- Улица Кукшумская
- Улица Шумилова
- Улица Кадыкова
- Улица Пролетарская
- Улица Баумана
- Улица Гастелло
- Улица 324-й Стрелковой Дивизии
- Улица Хевешская
- Проспект Мира
- Улица Хузангая[1]

## История
Застраивался планово в 1970-80-х годах (Гаврилов, Андреева, 2017, С.218).

## Инфраструктура

### Средние образовательные учреждения

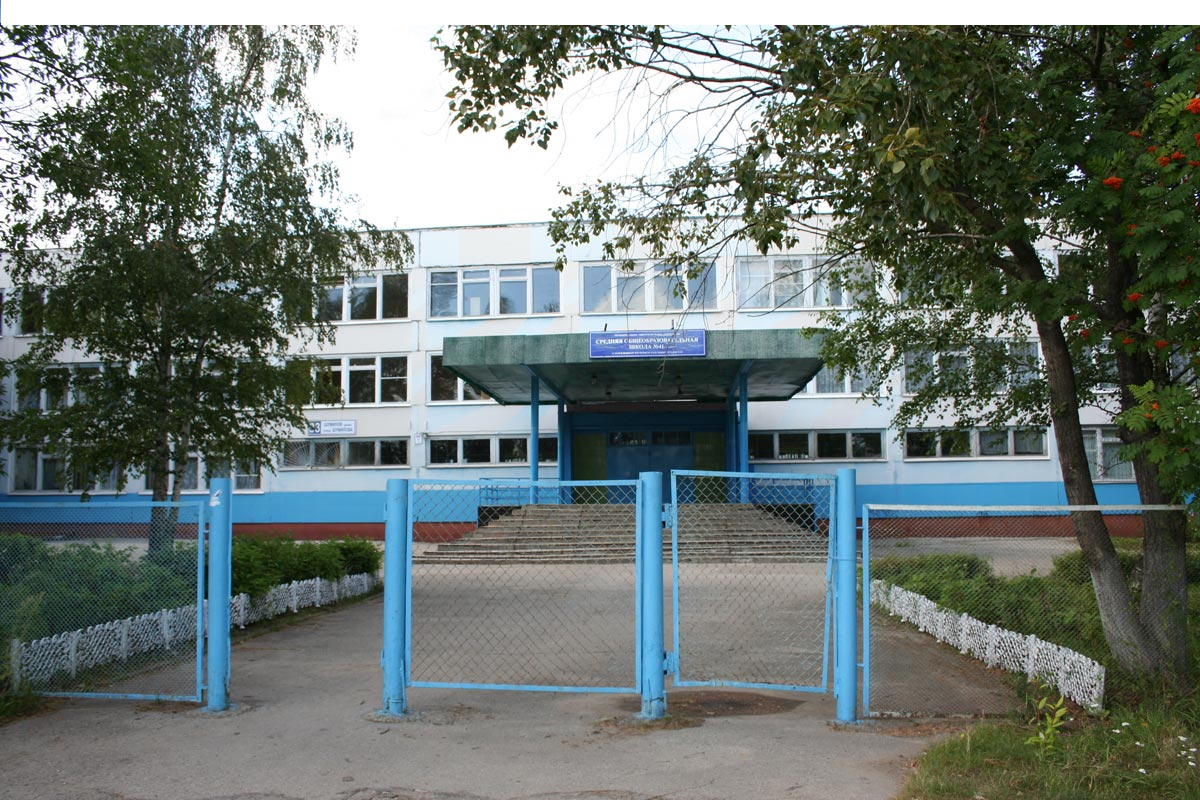
Школа № 41

- СОШ № 17
- СОШ №19
- СОШ № 20
- СОШ № 22
- СОШ №37 Школа № 41
- СОШ № 40
- СОШ № 41
- СОШ № 43
- МБОУ "Лицей № 44"
- МБОУ Гимназия №46
- СОШ № 47
- СОШ № 49
- СОШ № 53
- СОШ № 55
- СОШ № 56
- СОШ № 57

### Крупные продуктовые магазины, универмаги, сетевые магазины

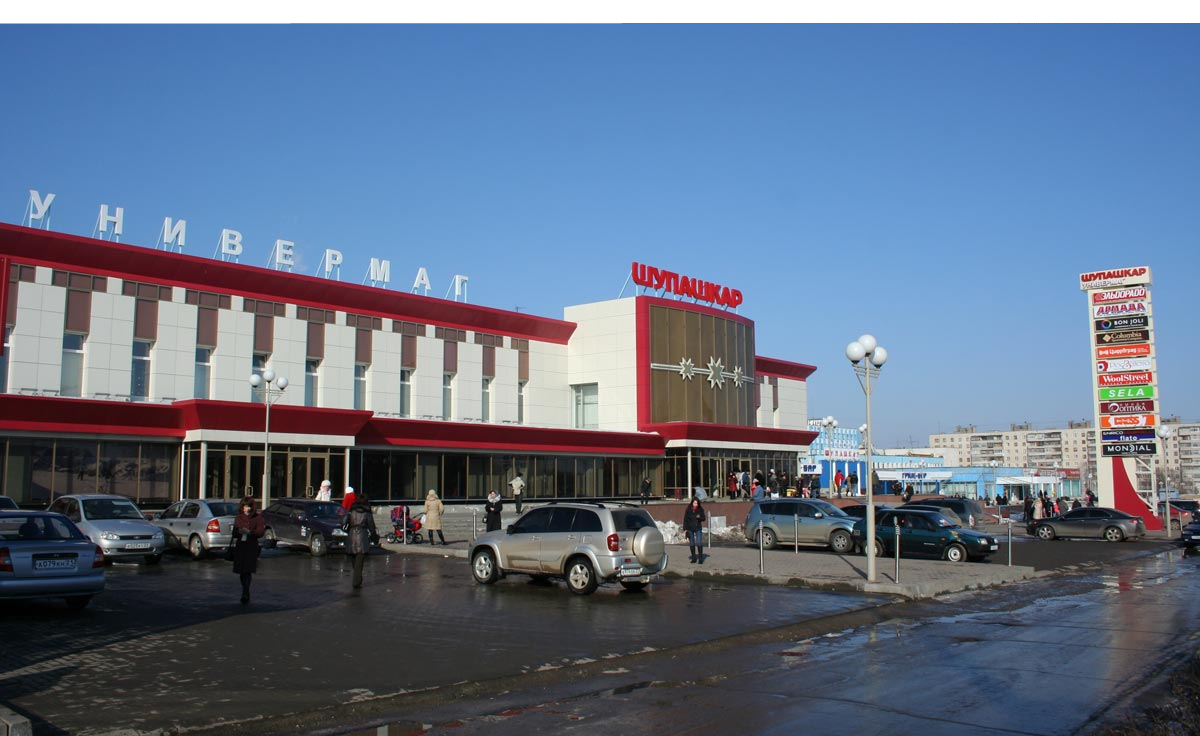
Универмаг "Шупашкар"

| Название                                                       | Кол-во |
| -------------------------------------------------------------- | ------ |
| «Шупашкар» Архивная копия от 21 ноября 2021 на Wayback Machine | 1      |
| ТЦ «Диапазон»                                                  | 1      |
| «Аист»                                                         | 2      |
| «Тройка»                                                       | 1      |
| «Валентина»                                                    | 1      |
| «Сахарок»                                                      | 3      |
| «Магнит»                                                       | 5      |
| «Перекрёсток»                                                  | 2      |
| «Камажа»                                                       | 1      |
| «Звёздный»                                                     | 1      |
| «Медведь»                                                      | 1      |
| «Копейка»                                                      | 2      |
| «Seven»                                                        | 3      |
| «Хозяин»                                                       | 1      |
| «ОВАС сервис»                                                  | 1      |
| «Рубль бум»                                                    | 2      |
| «Пятёрочка»                                                    | 2      |
| «Смак»                                                         | 4      |

### Общественно-социальные объекты
- Дворец культуры «Тракторостроителей».
- Чебоксарский филиал ФГУ МНТК «Микрохирургия глаза» им. академика С.Н.Федорова
- Росмедтехнологии.
- Больничный комплекс.
- Спорткомплекс завода промышленных тракторов.
- Храм Новомучеников и Исповедников Российских.
- Храм Рождества Пророка Предтеча и Крестителя Господня Иоанна.
- Бюст Святослава Фёдорова.
- Постамент-танк Т-34, труженикам тыла в годы войны.
- Памятный знак в честь 525-летия города Чебоксары.
- Бюст И. Я. Яковлева. Установлен в 2008 году на пересечении двух проспектов – Ивана Яковлева и 9-й Пятилетки. Авторы памятника – О. Ксенофонтов и В. Зотиков.

## Транспорт
Планируется возведение новых мостов третьего транспортного полукольца для соединения Ново-южного и Северо-западного районов мегаполиса (Казаков, Ю. Ф. Предпосылки к разработке интеллектуальной транспортной системы г. Чебоксары / Ю. Ф. Казаков // Наука, производство, образование: состояние и перспективы : сборник научных трудов по материалам Всероссийской научно-практической конференции, Чебоксары, 07 апреля 2017 года. – Чебоксары: Чувашский государственный педагогический университет им. И.Я. Яковлева, 2017. – С. 127-133. – EDN YPKVTZ.). 